# Delphine (film)
Pour les articles homonymes, voir Delphine.
Pour plus de détails, voir Fiche technique et Distribution.
Delphine est un film français réalisé par Roger Capellani, sorti en 1931

## Fiche technique
- Titre original : Delphine
- Titre secondaire : Nous divorçons
- Réalisateur : Jean de Marguenat (le commence[1]) et Roger Capellani (le termine)
- Scénario : Hans H. Zerlett[2] d'après la pièce de théâtre Das Konzert de Hermann Bahr
- Adaptation et dialogue : Jean Deyrmon
- Musique : Lionel Cazaux, Paul Barnaby et Raoul Moretti
- Société de production : Paramount Pictures (France)
- Producteur : Robert-T. Kane
- Pays d'origine :  France
- Format : Noir et blanc - son mono
- Genre : Comédie sentimentale
- Durée : 77 minutes
- Date de sortie :
  - France - 20 novembre 1931

## Distribution
- Henry Garat : André Bernard
- Alice Cocéa : Colette Bernard
- Jacques Louvigny : Gaston Chavannes
- Clara Tambour : Delphine Chavannes
- Alexandre Dréan : Papillon
- Antonio Brancato : le ténor
- Jean Granier : le réceptionnaire
- Henry Harment : le directeur du théâtre
- André Brévannes : le valet de chambre